# Prosper-Hospital Recklinghausen
Das Prosper-Hospital Recklinghausen ist das größte und älteste Krankenhaus im Kreis Recklinghausen. Neben der medizinischen Grundversorgung bietet es als Gesundheitszentrum umfangreiche Vorsorge- und Behandlungsangebote. Es ist ein akademisches Lehrkrankenhaus der Ruhr-Universität Bochum.

## Geschichte

### Gründung mit Hindernissen
Bis Mitte des 19. Jahrhunderts gab es im Vest – abgesehen von zwei Lepra-Asylen in Dorsten und Segensberg in Hochlar – kein Krankenhaus. Die Menschen pflegten ihre Angehörigen zu Hause, was in den Zeiten beginnender Industrialisierung nicht immer leicht war. Um die Sorgen und Nöte seiner Gemeinde wissend, beschloss Kaplan Theodor Kemna, ein Krankenhaus zu gründen. Dafür musste allerdings auch die Finanzierung stehen, ein passendes Gebäude, Pflegekräfte und ein Mindeststandard der medizinischen Versorgung gefunden werden.
So wandte man sich an das reiche Haus Arenberg, um den Bau eines Krankenhauses zu propagieren. Die Forderungen in der ersten Petition strapazierten Herzog Prosper Ludwigs soziale Ader doch etwas zu stark. Erst beim zweiten Anlauf mit Bittschriften der Bürger, die durch Dr. Franz Schneider und Adolf Wicking an ihn überreicht wurden, gab er dank der Vermittlung des Hofkammerrats Landschütz grünes Licht für das Projekt. Bis das Hospital stand, richtete man in dem leerstehenden Haus des Schreiners Heger ein Provisorium ein. Die beiden ersten Barmherzigen Schwestern von der allerseligsten Jungfrau und schmerzhaften Mutter Maria, allgemein „Clemensschwestern“ genannt, trafen am 29. Mai 1849 in Recklinghausen ein und wurden von den Recklinghäuser Bürgern mit Glockengeläut willkommen geheißen. Bereits am folgenden Tag begannen sie in ihrer Barmherzigen Schwesternanstalt, der Keimzelle des Krankenhauses, in provisorischen Räumlichkeiten ihre pflegerische und karitative Arbeit.
Für den Bau des Krankenhauses erwarb man ein Grundstück in der Nähe des Steintors und bat die Bauern am Fuße des Stimbergs und aus Oer, Bruchsteine als Baumaterial herbeizuschaffen. Doch schon bald zeigte sich, dass die Steine aus den umliegenden Dörfern nicht ausreichten. So gab die Stadtbehörde einen Teil der Stadtmauer frei und markierte mit einem Kreidestrich den Abschnitt, aber auch diese reichten nicht. So setzte Kaplan Theodor Kemna die Hand Gottes ein und wischte den Kreidestrich weg, damit die Arbeiten weitergehen konnten.

### Das Alte Prosper-Hospital an der Kemnastraße
Anfang Oktober 1851 war das Haus bezugsfertig. Zu Ehren des Herzogs bekam es den Namen Prosper-Hospital. Die beiden Ordensschwestern Clementina und Perpetua übernahmen nun dort ihre Aufgaben und wurden von in der Stadt niedergelassenen Ärzten unterstützt.
Auch nach dem Bau war das Krankenhaus immer auf Sponsoren angewiesen. Oft reichten die finanziellen Zuwendungen des Hauses Arenberg nicht aus. Kemna rief zu Spenden auf und sprang zur Not mit eigenem Vermögen ein.
Mit Beginn des Bergbaus wurde das Prosper-Hospital zu klein. Seine Kapazität war auf die Menschen des Ackerstädtchens zugeschnitten und nicht auf starken Bevölkerungszuwachs. Seit 1889 musste es immer wieder erweitert werden.

### Prosper-Hospital an der Hohenzollernstraße
1927 begann man mit dem Bau des neuen Prosper-Hospitals an der Hohenzollernstraße. Das Grundstück dafür schenkte Herzog Engelbert-Maria von Arenberg, der Enkel des Krankenhausstifters. Die Baukosten sollten durch eine Obligationsanleihe in Höhe von 600.000 holländischen Gulden finanziert werden, die Transaktion kam jedoch nie zustande. Des Weiteren verzögerten die Weltwirtschaftskrise, der Nationalsozialismus und der Zweite Weltkrieg den Neubau. Erst 1944 war das Haus bezugsfähig; es fiel bedeutend kleiner aus als geplant.
Bis 1980 verteilten sich die Stationen der Klinik auf zwei Häuser, das „Alte Prosper“ und das „Neue Prosper“.

### Prosper-Hospital an der Mühlenstraße und heute
Im Sommer 1969 wurde ein weiterer Neubau beschlossen, da die beiden anderen Häuser nicht mehr den technischen und wirtschaftlichen Ansprüchen genügten. Der Grundstein wurde 1973 gelegt, und bis 1979 stand der neue Gebäudekomplex. Der Umzug erfolgte 1980.
Im Laufe der kommenden Jahre erweiterte die Klinik ihr Angebot rund um den Gesundheitsbereich. Neben technischen Innovationen, wie einem computergesteuerten Operationssystem (Da Vinci), wurde vor allem der Vor- und Nachsorgebereich ausgebaut. Vorträge und Beratungsveranstaltungen ergänzen das Angebot.
Im Frühjahr 2003 wurde das Prosper-Hospital von der WHO in das Deutsche Netz Gesundheitsfördernder Krankenhäuser aufgenommen.
Die Vorgängerbauten wurden mittlerweile abgerissen. An das erste Prosper-Hospital erinnert nur noch die Kemnastraße. Von dem zweiten an der Hohenzollernstraße blieb die bronzene Jesusfigur, die nun im Park des Krankenhauses steht. Eine Büste von Theodor Kemna erinnert dort an den gewitzten Kaplan und Krankenhausmitbegründer.
Im August 2021 verließen die letzten Clemensschwestern das Prosper-Hospital.  Zu diesem Anlass hat der Träger eine digitale Ausstellung erstellt und veröffentlicht.

## Medizinische Versorgung
Das Krankenhaus verfügt über die folgenden Kliniken und medizinische Zentren:
- Med. Klinik I (Innere Medizin, Schwerpunkt auf Gastroenterologie, Hepatologie, Hämatologie, internistische Onkologie, Infektionskrankheiten, Palliativmedizin, onkologische Tagesklinik)
- Med. Klinik II (Innere Medizin, Schwerpunkt auf Kardiologie, Pneumologie und Angiologie)
- Med. Klinik III (Innere Medizin, Schwerpunkt auf Nephrologie, Hypertensiologie und Diabetologie)
- Chirurgie
- Frauenklinik und Geburtshilfe
- Geriatrie
- HNO
- Koloproktologie
- Urologie
- Unfall-, Hand- und Orthopädische Chirurgie
- Anästhesie
- Radiologie
- Darmzentrum
- regionales Traumazentrum
- AltersTraumaZentrum
- Brustzentrum
- Apotheke mit Medikamentendepot für einen Katastrophenfall.

Das Prosper-Hospital ist Teil der Stiftungsklinikum Proselis gGmbH. Hierzu gehört auch das St. Elisabeth-Hospital Herten.

## Religiöse Kunst
Aus dem Bestand der Clemensschwestern und durch Schenkungen (darunter das Depositum Schlieper) verfügt das Prosper-Hospital über eine ansehnliche Sammlung christlicher Kunst, darunter die Gemälde Anbetung der Könige von Jan Gossaert und Christus am Ölberg, ein Francisco de Zurbarán zugeschriebenes Werk.